# 阿德琳·格雷
阿德琳·格雷（英語：Adeline Gray，1991年1月15日—），美国女子摔跤运动员。她曾代表美国参加2016年和2020年夏季奥林匹克运动会摔跤比赛，其中2020年奥运会获得一枚银牌。